# Florence Ekpo-Umoh
Florence Ekpo-Umoh, född den 27 december 1977 i Lagos, är en tysk friidrottare som tävlar i kortdistanslöpning.
Ekpo-Umoh var medborgare i Nigeria och tävlade för Nigeria vid junior-VM 1994 och hon blev tysk medborgare 2000. 
Ekpo-Umohs främsta meriter har kommit i stafett. Hon var med vid inomhus-VM 2001 och blev bronsmedaljör på 4 x 400 meter. Vid VM utomhus samma år i Edmonton blev hon silvermedaljör i stafett, tillsammans med Claudia Marx, Shanta Ghosh och Grit Breuer. 
Vid EM-utomhus i München blev hon tillsammans med Marx, Birgit Rockmeier och Breuer guldmedaljör på 4 x 400 meter knappt före Ryssland.
Under 2003 åkte hon fast för dopning med Stanozolol och stängdes av i två år från allt tävlande.

## Personligt rekord
- 400 meter - 51,13